# A Past and Future Secret
A Past and Future Secret – singel grupy muzycznej Blind Guardian promujący album Imaginations from the Other Side.

## Lista utworów
1. A Past and Future Secret 3:47
2. Imaginations from the Other Side 7:18
3. The Wizard 3:17
4. A Past and Future Secret (Orchestra Mix) 3:48